# Dejan Savić
Dejan Savić (szerb cirill átírással: Дејан Савић) (Belgrád, 1975. április 24. –) olimpiai ezüstérmes (2004), kétszeres olimpiai bronzérmes (2000, 2008), világbajnok (2005) és háromszoros Európa-bajnok (2001, 2003, 2006) szerb vízilabdázó, a szerb férfi vízilabda-válogatott szövetségi kapitánya 2013-tól 2022-ig, 2011 és 2015 között a VK Crvena zvezda vezetőedzője volt.